# Olympiapark Deodoro

Lageplan der olympischen Sportstätten (ursprüngliche Planung)

Der Olympiapark Deodoro (auch englisch Deodoro Sports Complex oder portugiesisch Região Deodoro) hat seinen Ursprung in einer nahe gelegenen Militärakademie im westlichen Stadtteil Deodoro von Rio de Janeiro. Die Anlage umfasst das nationale Zentrum für den Reitsport, einen Poloplatz, das nationale Schießportzentrum, eine Sporthalle, Sportplätze und ein Schwimmbad. Bei den Panamerikanischen Spielen 2007 und bei den Olympischen Spielen 2016 wurde die Anlage für verschiedene Sportarten als Wettkampfstätten benutzt.

## Centro Nacional de Hóquei Sobre Grama

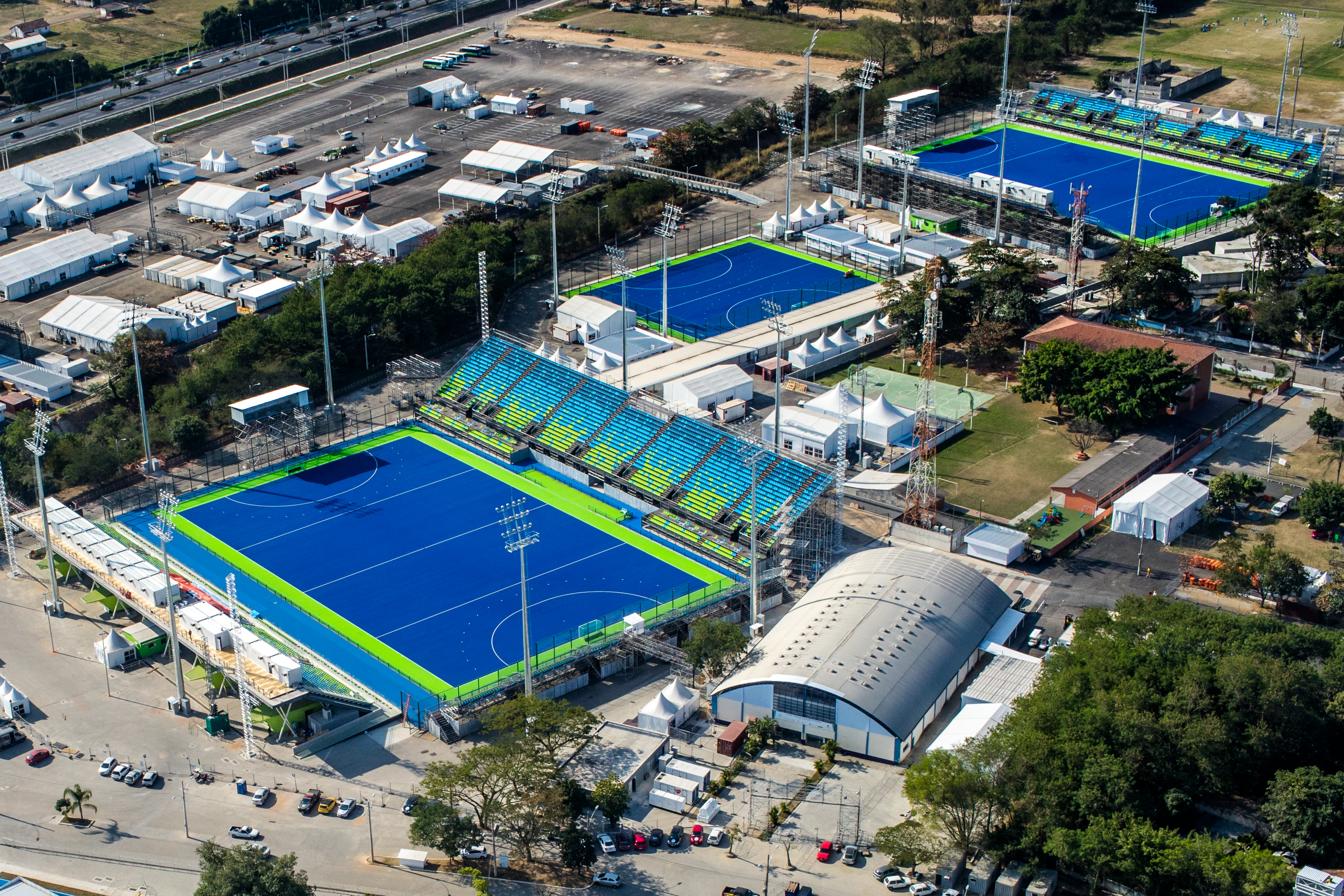
Hockeystadion

Das Centro Olímpico de Hóquei (Olympisches Hockeyzentrum) war ursprünglich als neues Hockeystadion mit zwei Plätzen in Barra da Tijuca geplant, der Hauptplatz mit 10000 Plätzen, der Nebenplatz mit 5000 Plätzen. Das brasilianische Organisationskomitee schlug im Oktober 2012 vor, das Stadion nach Deodoro zu verlegen, wo auch die Hockeyspiele der Panamerikanischen Spiele 2007 stattgefunden hatten. Das würde für die Entwicklung des Hockey in Brasilien förderlich sein. Im Juli 2014 begannen die Arbeiten in Deodoro, im November 2015 wurde das Stadion eingeweiht. Das Hauptstadion hat 8.000 Plätze und wird nach den Spielen auf 2.500 zurückgebaut.
Bei den Paralympics 2016 wird das Stadion für Fußballwettbewerbe genutzt.

## Centro Nacional de Hipismo

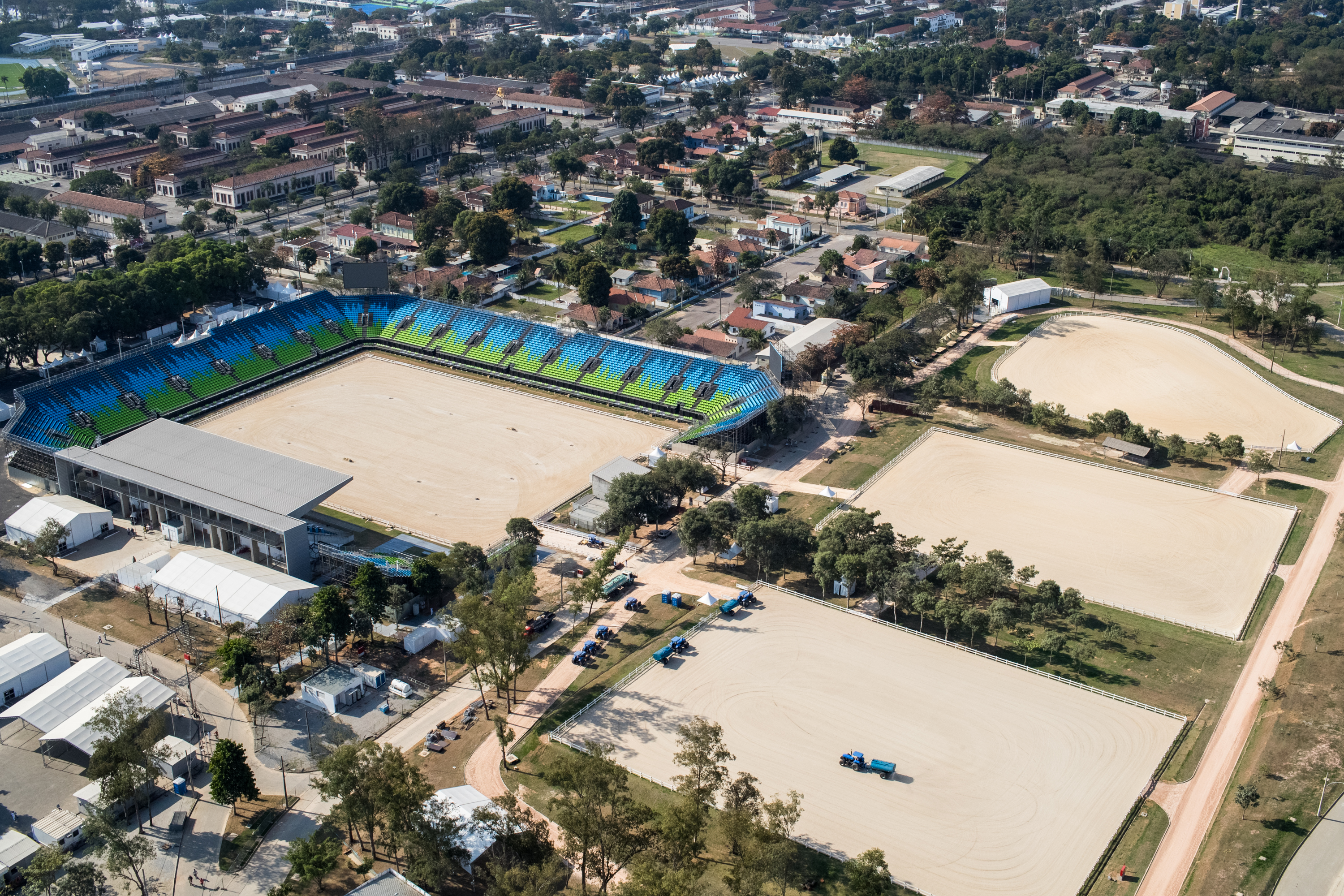
Centro Nacional de Hipismo

Das Centro Nacional de Hipismo wurde für die Panamerikanischen Spiele 2007 errichtet und für die Olympischen Spiele 2016 in Rio de Janeiro modernisiert und erweitert. Das Areal umfasst ein Stadion für die Spring- und Dressurwettbewerbe, Stallungen, Wohngebäude und ein Gelände für den Geländeritt des Vielseitigkeitsreitens. Das Reitstadion selbst hat ein Fassungsvermögen von 14.000 Zuschauern.
Bei den Paralympics 2016 ist es auch die Wettkampfstätte für die Reitwettbewerbe.

## Estádio do Deodoro

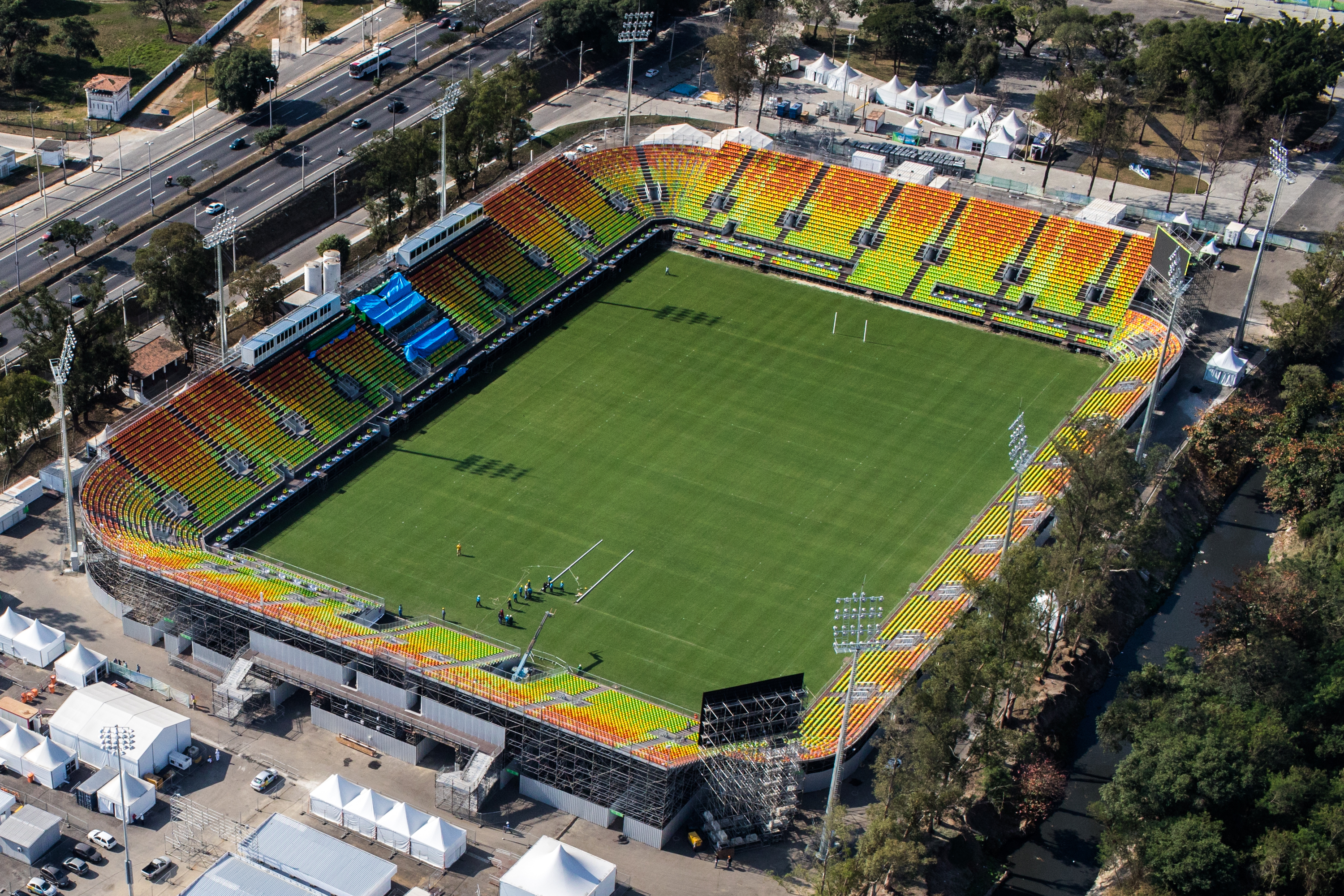
Deodorostadion

Das Estádio do Deodoro (Deodorostadion) ist ein provisorisches Sportstadion mit einer Kapazität von 20.000 Zuschauern, das für die Olympischen Spiele 2016 um einen Poloplatz herum errichtet worden ist. Es ist die Wettkampfstätte für 7er-Rugby und für die Reit-/Lauf- und Schießwettbewerbe des Modernen Fünfkampfes.
Bei den Paralympics 2016 wird im Stadion das 7er-Fußball ausgetragen.

## Centro Nacional de Tiro

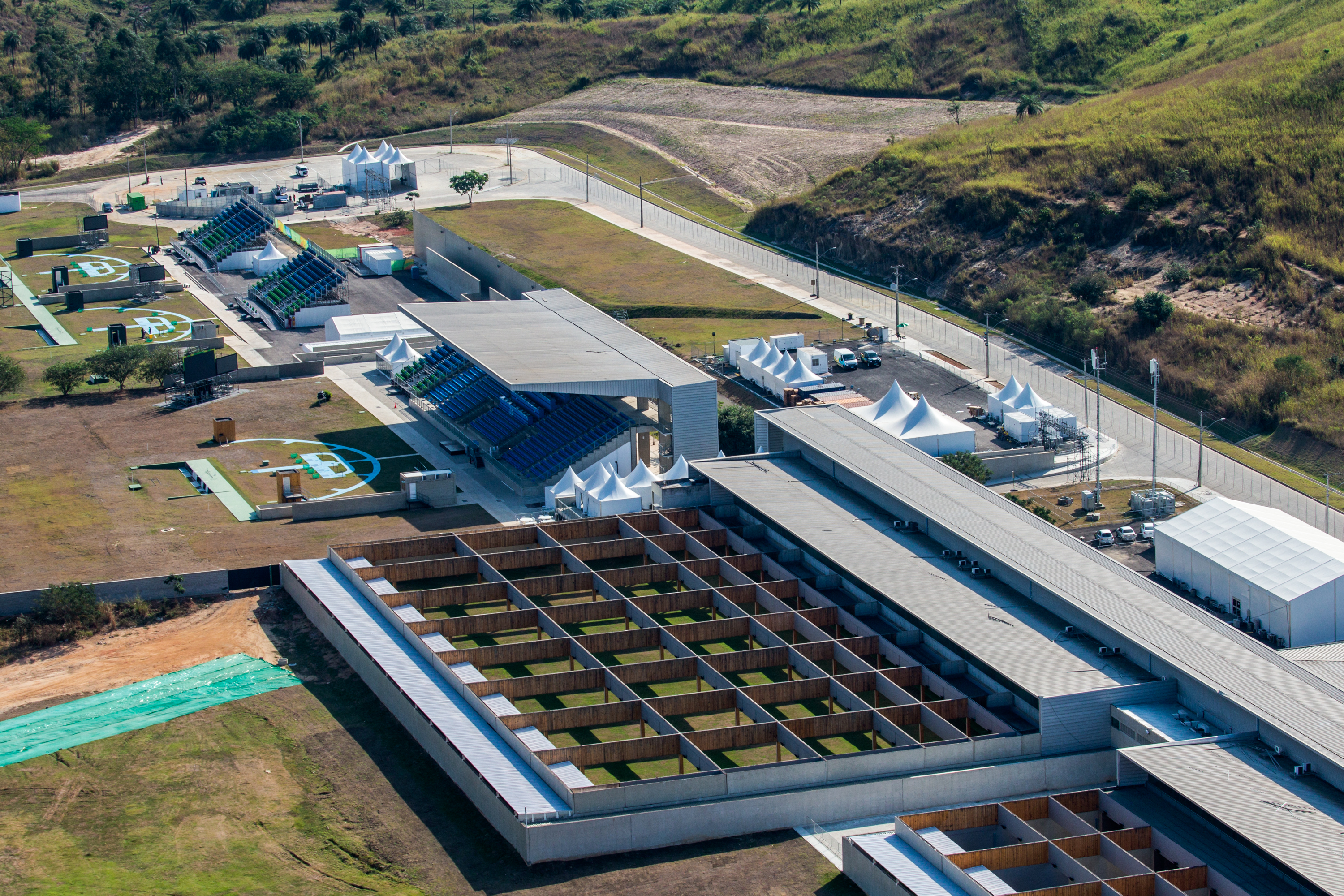
Centro Nacional de Tiro

Das Centro Nacional de Tiro wurde für die Panamerikanischen Spiele 2007 errichtet und musste für die Olympischen Sommerspiele 2016 in Rio de Janeiro modernisiert und erweitert werden. Es ist die Wettkampfstätte für Schießsport sowohl bei den Olympischen Spielen als auch bei den Paralympics 2016.

## Arena da Juventude

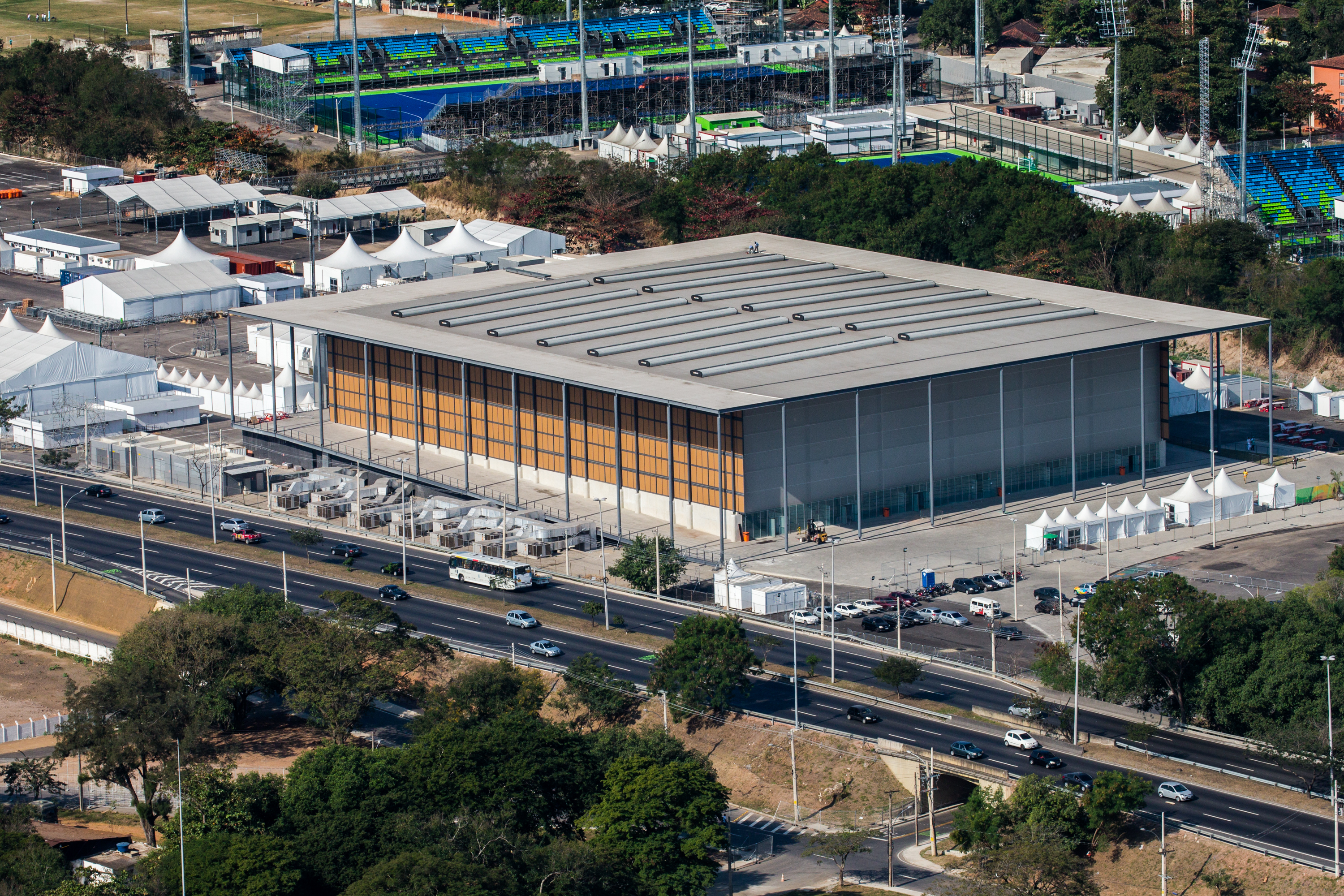
Arena da Juventude

Die Arena da Juventude (Arena der Jugend, auch Arena de Deodoro) ist eine neue Mehrzwecksporthalle mit einer Kapazität von 5.000 Zuschauern, die für die Olympischen Spiele 2016 errichtet worden ist. Es ist die Wettkampfstätte für Vorrundenspiele in Basketball der Frauen und für die Fechtwettkämpfe im Modernen Fünfkampf.
Bei den Paralympics 2016 wird in der Arena Rollstuhlfechten ausgetragen.

## Centro Aquático do Pentatlo Moderno
Das Centro Aquático do Pentatlo Moderno (Wassersportzentrum des Modernen Fünfkampfs) ist ein Schwimmbad, das für die Dauer der Olympischen Spiele 2016 eine provisorische Tribüne erhalten hat. In dem Bad finden die Schwimmwettkämpfe für den Modernen Fünfkampf statt.